# Кинофестиваль Один Мир
Кинофестиваль Один Мир (чеш. Jeden Svět) — ежегодный фестиваль документальных фильмов о правах человека. Самый большой фестиваль такого рода в мире.
Проводится в весной в течение 9 дней в Праге. После показа фильмов на фестивале, они идут в других городах Чехии. Каждый год, программа насчитывает около 100 фильмов, некоторые из них вызывают дискуссии с режиссёрами, поскольку сам фестиваль является форумом для обсуждения прав человека.
Спустя 20 лет после Бархатной Революции, афишу и место проведения фестиваля представляет бывший Президент Чехии Вацлав Гавел.

## История
Основан в 1999 чешской негосударственной организации «People in need», членом «Киносети о Правах Человека», объединяющей 33 фестиваля по всему миру.
В 2006 фестиваль получил Особое Упоминание в UNESCO за свой вклад в продвижение прав человека и пацифистское образование. Три года спустя, «Один Мир» опубликовал книгу «Как основать фестиваль о правах человека», дающую практические советы и рассказывающую о реальных примерах и событиях в деле прав человека.

## Награждения
Во время фестиваля «People in Need» вручает награду Homo Homini людям в знак признательности к приверженности делу продвижения прав человека, демократии и ненасильственного решения политических конфликтов.
Список награждённых Homo Homini
- 1994: Сергей Ковалёв
- 1997: Szeto Wah
- 1998: Ибрагим Ругова
- 1999: Освальдо Пайя
- 2000: Min Ko Naing
- 2001: Заки Ахмат
- 2002: Thích Huyền Quang, Thích Quảng Độ и Тадеуш Нгуен Ван Ли
- 2003: Наташа Кандич
- 2004: Георге Бричаг
- 2005: Алесь Беляцкий и белорусская организация Вясна
- 2006: Светлана Ганнушкина
- 2007: Су Су Нвай, Пху Пху Тхин и Нилар Тейн
- 2008: Лю Сяобо
- 2009: Маджид Таваколи и Abdollah Momeni
- 2010: Азимжан Аскаров
- 2011: Врачи Дамаска
- 2012: Интигам Алиев
- 2013: Сапият Магомедова
- 2014: Суад Науфал
- 2015: кубинские диссиденты
- 2016: Комитет против пыток
- 2017: Фам Доан Чанг
- 2018: Франциска Рамирес
- 2019: Бузургмехр Ёров
- 2020: Марфа Рабкова, Леонид Судаленко, Татьяна Ласица и Андрей Чепюк
- 2021: Махинур Эль-Масри
- 2022: Хавьер Тарасона